# Belur
Belur (Kannada: ಬೇಲೂರು Bēlūru) ist eine Provinzstadt im indischen Bundesstaat Karnataka mit rund 24.000 Einwohnern.

## Lage
Belur liegt im Distrikt Hassan rund 220 km (Fahrtstrecke) westlich von Bengaluru und ca. 38 km nordwestlich der Distrikthauptstadt Hassan auf einer Höhe von rund 975 m im Dekkan-Hochland im Süden Karnatakas. Die Stadt ist Hauptort des Taluks (Sub-Distrikts) Belur. Die nationale Fernstraße NH 234 (Villupuram–Mangaluru) führt durch Belur. Am nördlichen Stadtrand befindet sich die Yagachi-Talsperre am Fluss Yagachi. Das Klima ist warm; Regen fällt zumeist in den Monaten Mai bis Oktober.

## Bevölkerung
Offizielle Bevölkerungszahlen werden erst seit 1991 erhoben und veröffentlicht.
| Jahr      | 1991   | 2001   | 2011   |
| Einwohner | 16.827 | 20.228 | 22.484 |

Ungefähr 74 % der Bevölkerung sind Hindus und 25 % Muslime. Der männliche und der weibliche Bevölkerungsanteil sind ungefähr gleich hoch. Die Hauptsprache ist Kannada, das nach der Volkszählung 2001 von 64 % der Bevölkerung als Muttersprache gesprochen wird. Unter den Muslimen ist Urdu (23 %) verbreitet. Kleinere Minderheiten sprechen Telugu (4 %), Tamil (3 %), Marathi (2 %) und Malayalam (1 %).

## Geschichte
Belur gehörte vom 12. bis 14. Jahrhundert zum Kernland des Hoysala-Reiches, dessen ehemalige Hauptstadt Dorasamudra, das heutige Halebid, nur ca. 15 km nordöstlich liegt.

## Sehenswürdigkeiten

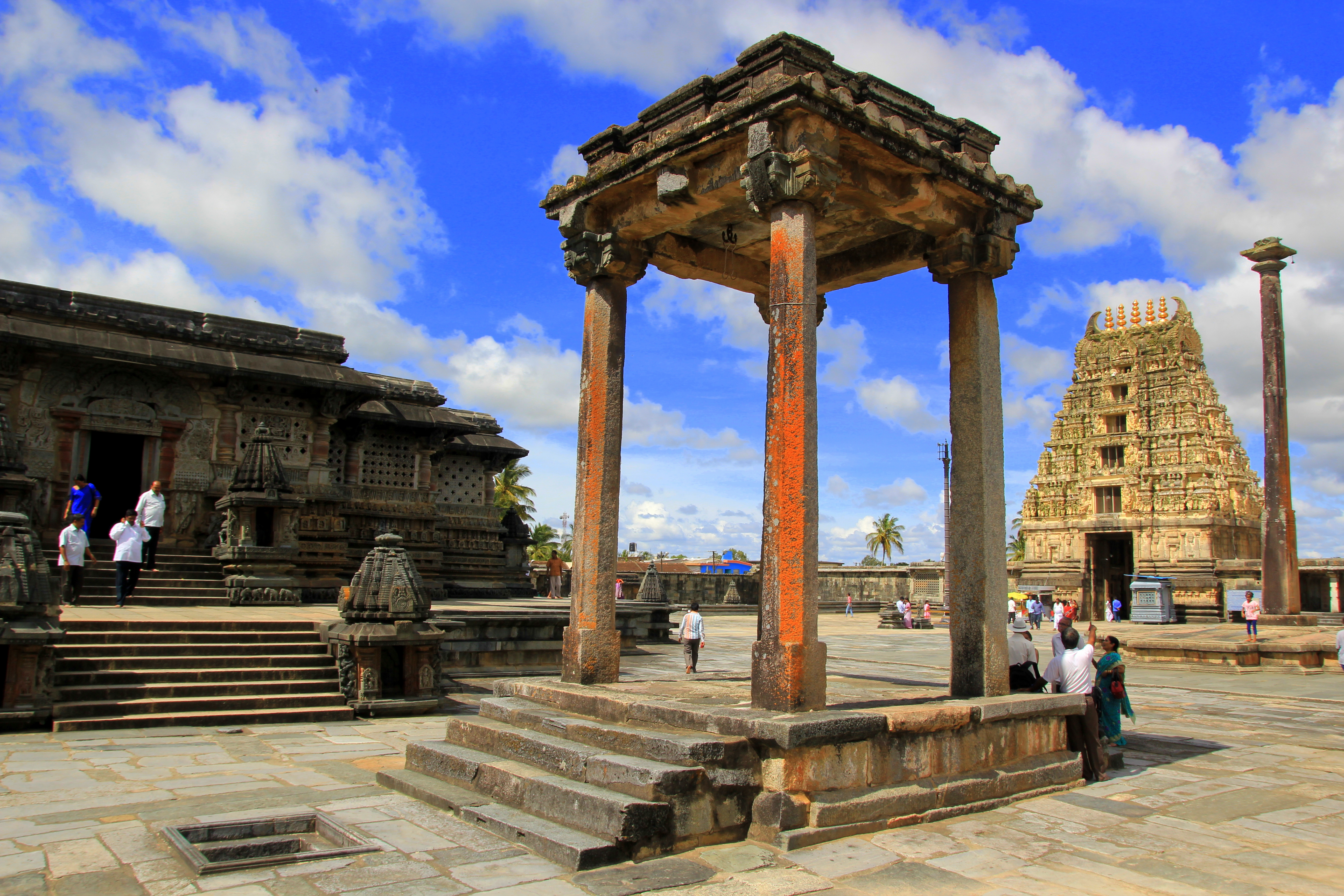
Hof des Chennakesava-Tempels

- An die Hoysala-Zeit erinnert der Anfang der zu Beginn des 12. Jahrhunderts entstandene Chennakesava-Tempel, den der Hoysala-König Vishnuvardhana nach seiner Konversion vom Jainismus zum Hinduismus erbauen ließ. Zusammen mit den Tempeln von Halebid und Somanathapura gehört der Chennakesava-Tempel zu den bedeutendsten Tempelbauten der Hoysala-Architektur, die sich vor allem durch äußerst filigrane Figurenreliefs und die Verwendung gedrechselter Specksteinsäulen auszeichnet. Der Hauptschrein, der dem Gott Krishna in seiner Gestalt als Chennakesava geweiht ist, steht im Zentrum eines 132 × 108 m großen Tempelkomplexes.
- Der ähnlich gestaltete, aber deutlich kleinere Kappe Chennigaraya-Tempel wurde zur gleichen Zeit von der Königin Shantaladevi errichtet. Die Vorhalle wird durch zahlreiche Jali-Fenster belichtet.
- Der Ranganayaki-Schrein ist ein kleiner Tempel mit flachgedeckter offener Vorhalle (mandapa) aus dem frühen 12. Jahrhundert.
- Der Veera Narayana-Tempel ist ein kleiner Tempel mit flachgedeckter, aber geschlossener Vorhalle aus dem späten 12. Jahrhundert.
- Die etwa 12 m hohe Siegessäule erinnert an einen Sieg der Hoysala über die Chalukya-Dynastie.
- Der monumental wirkende Torbau (gopuram) des Tempelkomplexes ist ein Werk des ausgehenden 14. Jahrhunderts als Belur zum Vijayanagar-Reich gehörte.

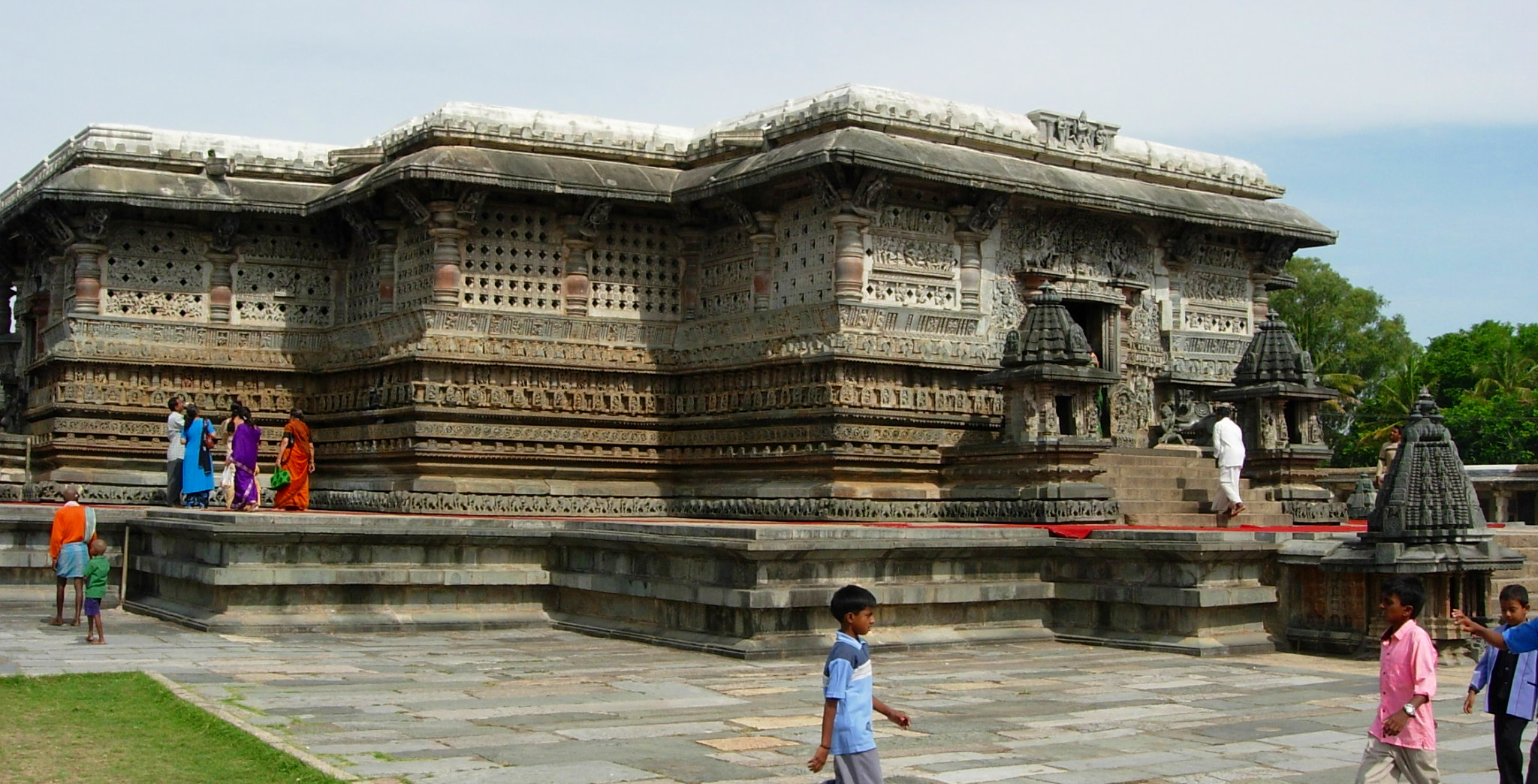
Hauptschrein des Chennakesava-Tempels
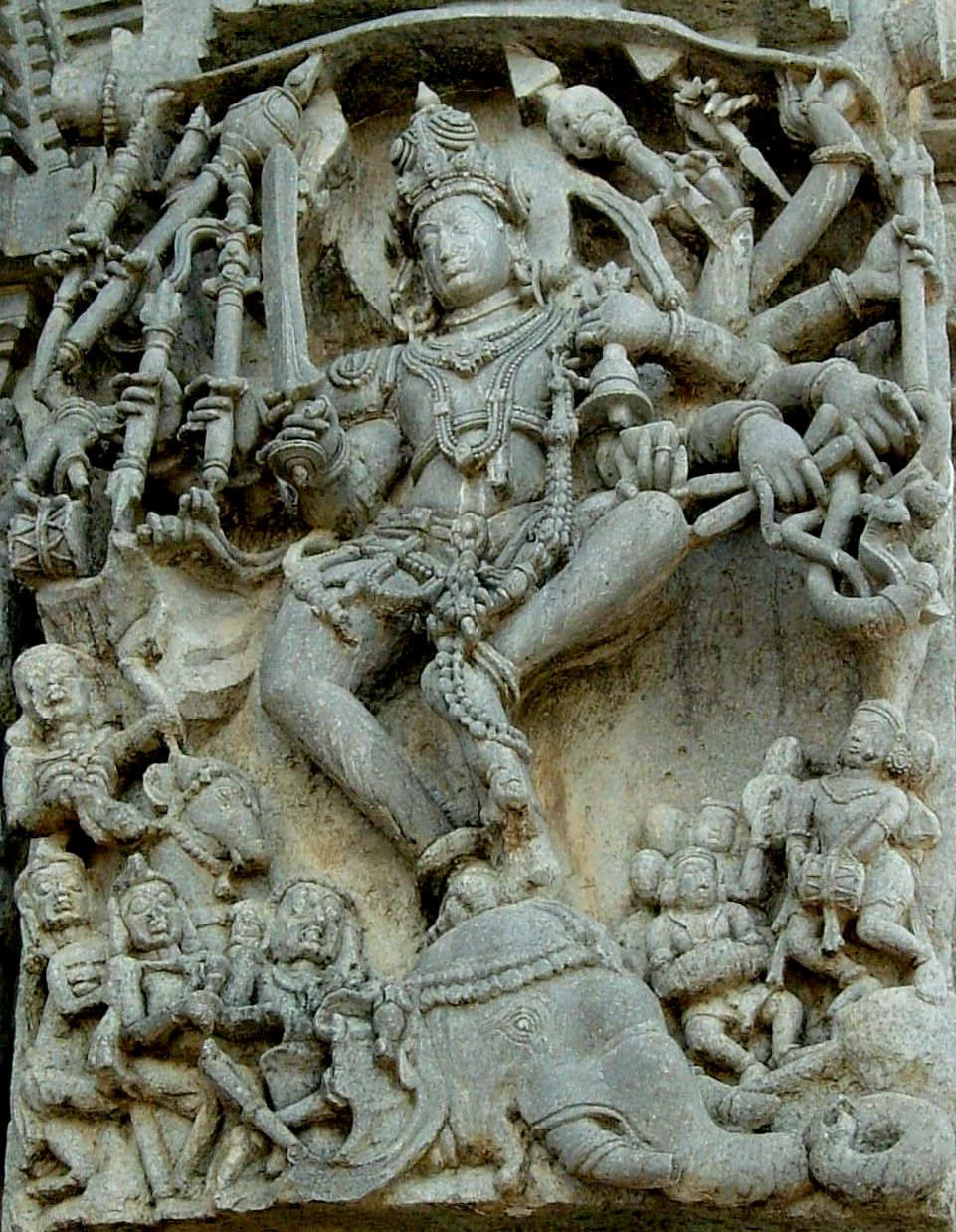
Shiva tötet den zu den Asuras gehörenden Elefantendämon Gajasura
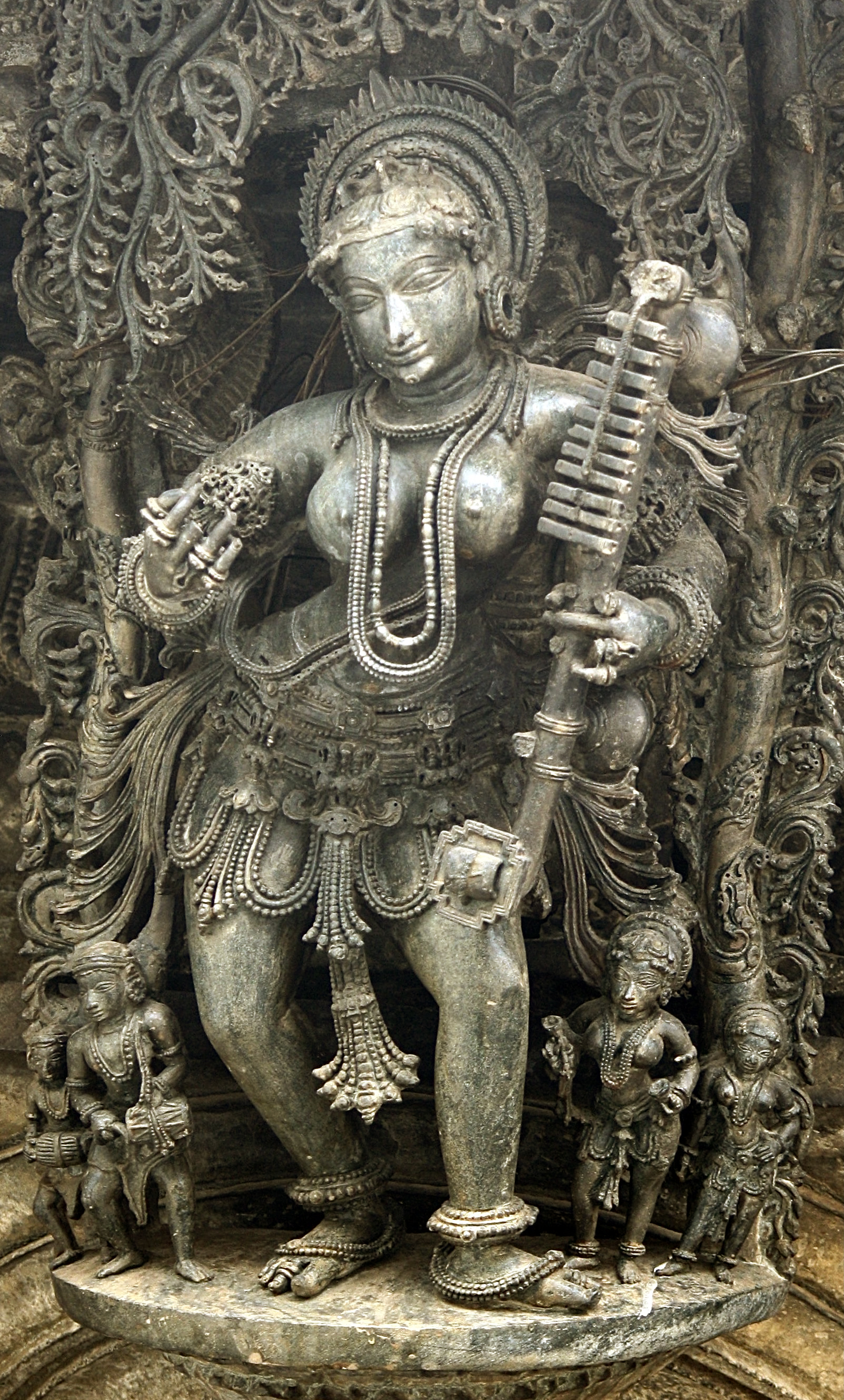
Musikerin (Madanika) auf einer Konsole am Dachvorsprung mit einer kinnari vina in der linken Hand
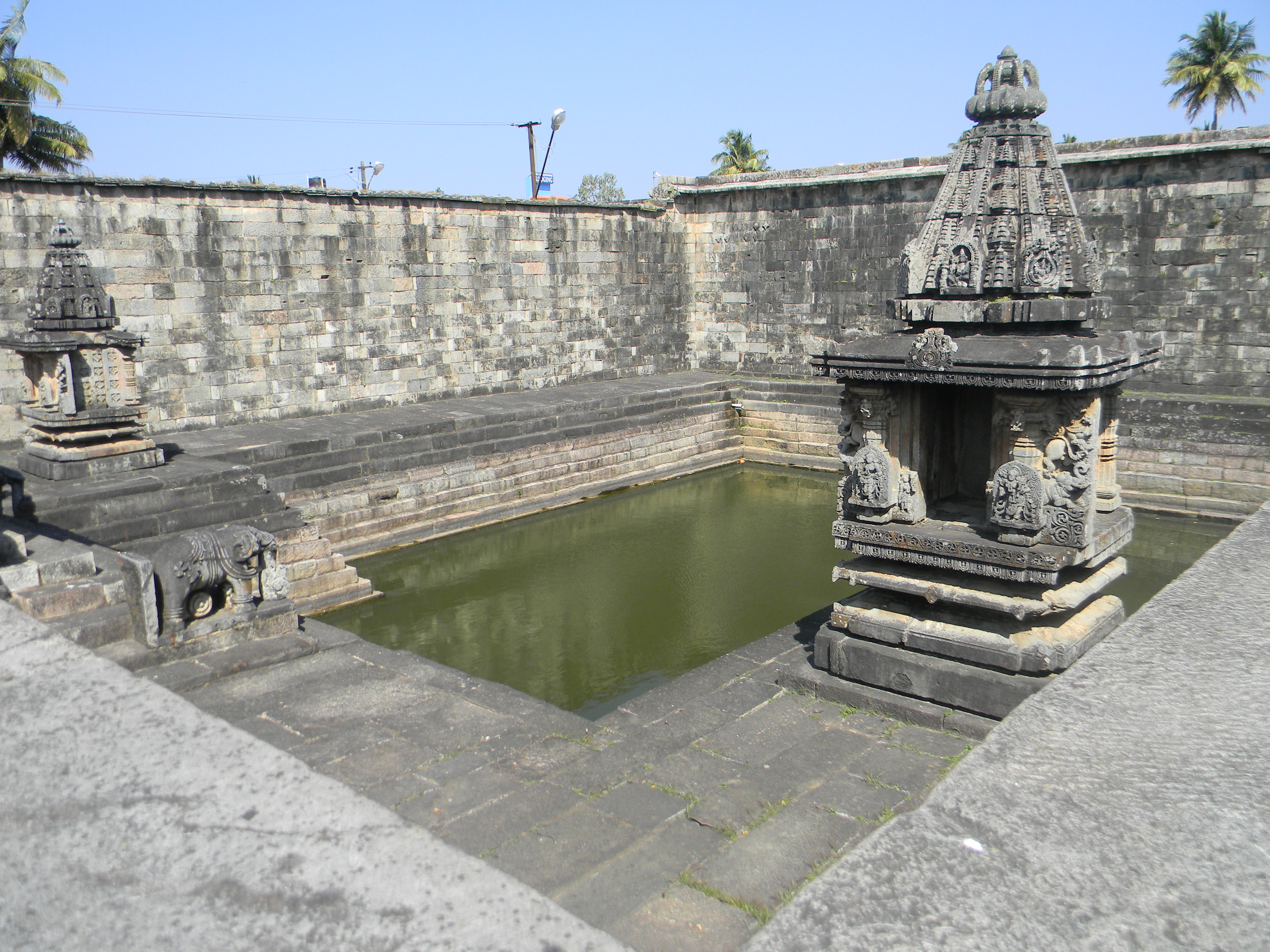
Tempelteich beim Chennakesava-Tempel
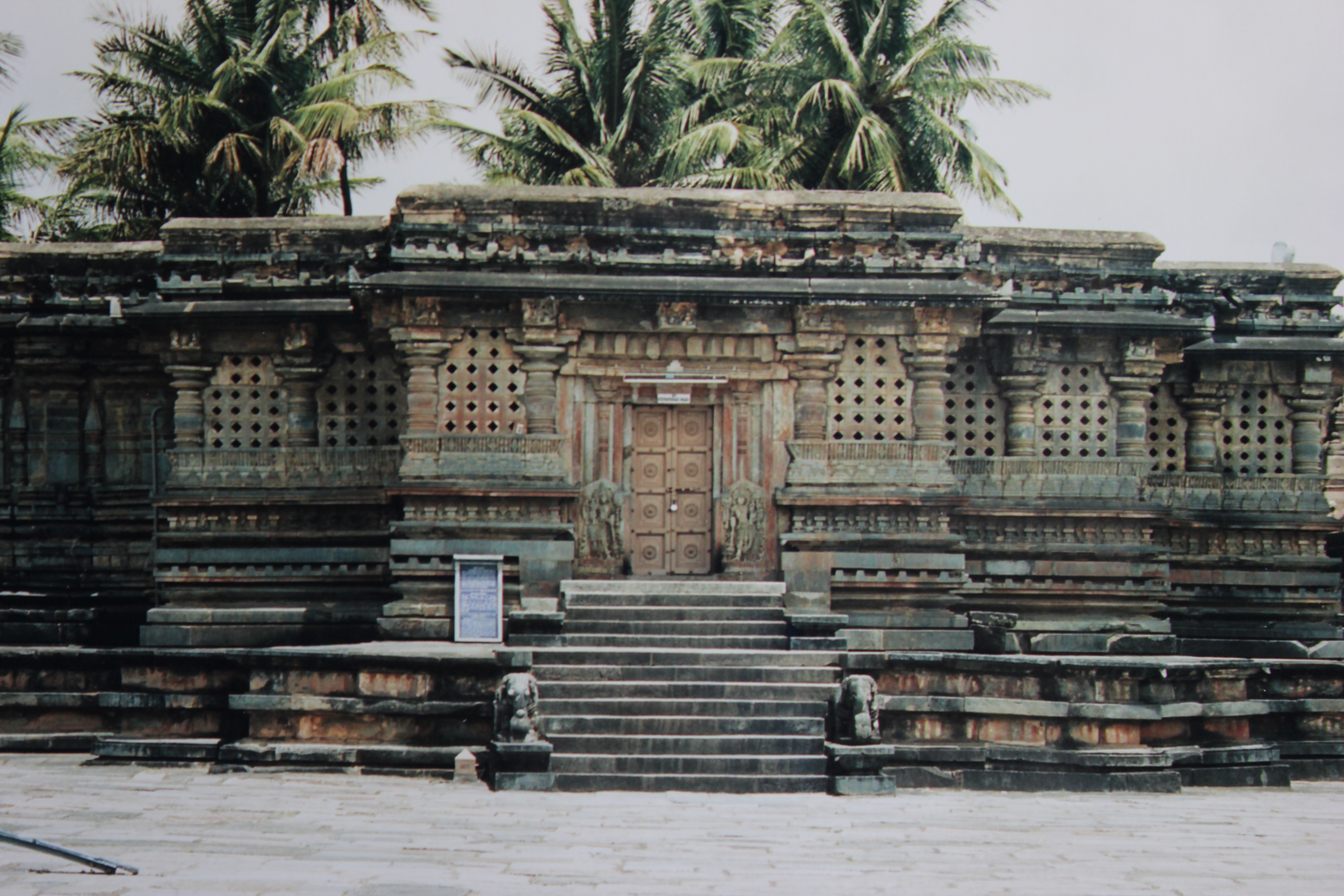
Kappe Chennigaraya-Tempel
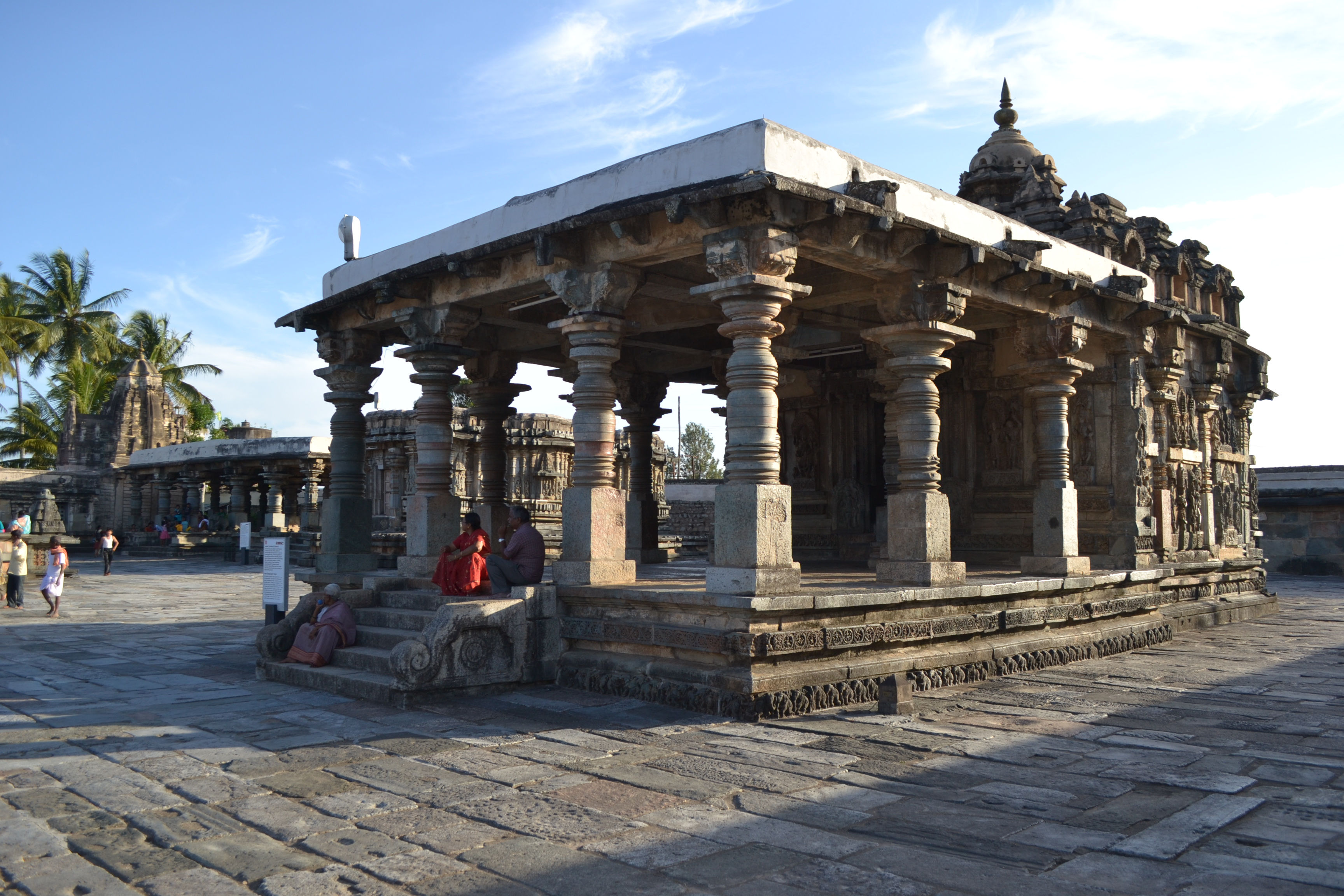
Ranganayaki-Schrein

## Trivia
Auch das griechische Wort beryllos (βήρυλλος)  leitet sich vom Namen der südindischen Stadt Belur ab, die ehemals für Juwelen bekannt war. Die Brille zur Korrektur von Sehschwäche wurde wahrscheinlich vom Arzt Petrus Hispanus, ab 1276 Papst Johannes XXI, erfunden. Als Linsen nutzte man damals geschliffener Halbedelsteine, meist Bergkristalle, die man nach ihrer Herkunft Berylle nannte, damals Oberbegriff für alle klaren Kristalle bzw. Edelsteine. (Heute zählt man Bergkristalle nicht mehr zu den Beryllen wie den Smaragd oder den Aquamarin.) Auch die Begriffe brillieren und Brillant haben denselben Ursprung.

## Persönlichkeiten
- D. P. Manu (* 2000), Speerwerfer